# CINCNAV
Il CINCNAV (indirizzo telegrafico del Comando in capo della squadra navale) rappresenta il braccio operativo dello Stato maggiore della Marina Militare italiana.
Il Comando in capo della Squadra navale (che comprende la quasi totalità della flotta della Marina Militare), costituisce uno dei tre alti comandi della Marina, insieme a quello logistico (MARICOMLOG) e quello della formazione (MARICOMSCUOLE).

## Compiti
Il principale compito del CINCNAV è l'approntamento e l'impiego continuativo delle forze aeronavali e anfibie alle sue dipendenze allo scopo di sorvegliare gli spazi marittimi di interesse nazionale. Oltre ai compiti militari il Comando in capo della squadra navale concorre alle attività di altri dicasteri.
Compiti militari
- Controllo operativo dei mezzi aeronavali in attività addestrativa/operativa;
- Difesa marittima del territorio nazionale e protezione degli interessi nazionali al di là delle acque territoriali;
- Difesa marittima del territorio della NATO e dell'Unione europea;
- Partecipazione alle operazioni nazionali e multinazionali per la gestione delle crisi e la sicurezza internazionale;
- Contrasto ai traffici illeciti;
- Bonifica dei fondali marini da ordigni pericolosi per le attività sul fondo;

Compiti in concorso alle attività di altri dicasteri
- Vigilanza sugli inquinamenti dell'ambiente marino;
- Concorso nella ricerca e salvaguardia dei beni archeologici sommersi;
- Concorso alla campagna antincendi boschivi;
- Concorso alle operazioni di ricerca e soccorso in mare;
- Concorso al rifornimento idrico delle isole minori;
- Concorso alle operazioni di soccorso per calamità naturali.

## Storia
Il Comando in Capo della Squadra Navale è stato costituito il 15 gennaio 1952, raccogliendo l'eredità del "Comando in capo delle Forze Navali", conosciuto come Supermarina, costituito il 9 dicembre 1940, che discendeva a sua volta dal Comando dell'Armata navale che era stato costituito il 25 agosto 1914, quando il viceammiraglio Paolo Thaon di Revel, capo di stato maggiore della Marina, alla vigilia del primo conflitto mondiale, decise di concentrare la flotta a Taranto e riunirla sotto un unico comando. La base di Taranto venne scelta, in relazione alla neutralità italiana, per evitare eventuali suscettibilità sia da parte dell'Intesa sia da parte degli Imperi Centrali, non essendo la base di Taranto centrale rispetto al Mediterraneo e al Tirreno e sufficientemente distante dall'Adriatico. Ad assumere il comando dell'Armata navale, costituitasi dallo scioglimento delle due preesistenti squadre navali fu il viceammiraglio Luigi Amedeo di Savoia Aosta duca degli Abruzzi, con insegna inizialmente sulla nave da battaglia Regina Margherita e successivamente sulla più moderna dreadnought Conte di Cavour. La Flotta venne configurata inizialmente su cinque divisioni a cui erano aggregati altri gruppi di navi.
Dal marzo 1928 si tornò alle due squadre ma già nel novembre del 1934 venne avviato il primo progetto di un comando centralizzato per tutte le operazioni navali; nel 1938 furono ultimati gli impianti logistici e il 14 ottobre 1938 venne inaugurata a Roma da Mussolini la sede di Supermarina sul lungotevere Flaminio. Anche se in teoria il comandante in capo di Supermarina era il capo di Stato Maggiore della Marina, di fatto il comando era esercitato dal sottocapo di Stato Maggiore. Quando la capitale venne dichiarata città aperta, Supermarina si trasferì in località Santa Rosa sulla via Cassia, a circa 20 km da Roma.
Al termine della seconda guerra mondiale dopo essere stato ricostituito nel 1952 e avere avuto la sua sede a Taranto, dal 1972 Il Comando in capo della Squadra Navale ha il suo quartier generale nel comprensorio di Santa Rosa, nella parte nord di Roma, dove, durante la Seconda Guerra Mondiale, risiedeva Supermarina (Comando Superiore operativo della Regia Marina) l'Alto Comando della Regia Marina.
Dal 1972 al 1999 il Comandante in Capo della Squadra Navale ha assunto anche quello di Comandante delle Forze Navali Alleate del Mediterraneo Centrale. Il Comando forze navali alleate del Mediterraneo Centrale, retto da un ammiraglio italiano, che era stato trasferito a Napoli nella località di Nisida, presso il Dipartimento Militare Marittimo del "Basso Tirreno", il 1º aprile 1971 venne trasferito da Napoli a Santa Rosa, nel quadro del processo di riorganizzazione della Marina Militare. L'Ammiraglio Comandante, in quanto Comandante in Capo del dipartimento del Basso Tirreno, rimaneva nella sede di Napoli, salvo poi ridislocarsi a Santa Rosa in caso di attivazione dell'organizzazione di Comando Operativo per il tempo di guerra. In seguito all'indipendenza di Malta e l'arrivo al governo, nel 1971, dei socialisti guidati da Dom Mintoff, che giunto al governo adottò una politica di non allineamento e di avvicinamento al blocco comunista, si ebbe la necessità di lasciare l'isola maltese e trasferire la sede del Comando delle Forze Navale Alleate del Sud Europa a Napoli nella località di Nisida, presso il Dipartimento Militare Marittimo del "Basso Tirreno", il cui comandante assumeva simultaneamente l'incarico di Comandante delle Forze Navali Alleate del Sud Europa. Il 1º novembre 1972, il Comando in Capo della Squadra Navale (CINCNAV) venne unificato a COMEDCENT e, contestualmente, viene stabilita un'unica sede operativa permanente presso Santa Rosa e il Quarticr Generale ha assunto la nuova denominazione di "Quarticr Generale della sede operativa di CINCNAV/COMEDCENT. Nel 1999, nell'ambito della ristrutturazione dell'organizzazione di Comando della NATO, COMEDCENT venne soppresso e il Comando in Capo della Squadra Navale e il Quartier Generale Marina Roma sono rimasti Comandi unicamente nazionali.
In seguito alla ristrutturazione dei vertici delle forze armate del 1997, a partire dal 1999 presso CINCNAV sono state accentrate sia la gestione dell'attività addestrativa sia di quella operativa della Marina Militare e pertanto oltre alle Forze Navali, dal CINCNAV dipendono il Centro di Addestramento Aeronavale, il Comando delle forze aeree, il Centro per le Telecomunicazioni e l'Informatica.

## QUARTGENMARINA
Il "quartier generale della Marina" ha sede a Roma nel comprensorio di Santa Rosa. Il complesso è stato costruito nel 1939 per alloggiare il principale centro di comunicazioni della Marina italiana e durante la seconda guerra mondiale, dopo che Roma era stata dichiarata città aperta è stata la sede di Supermarina, l'Alto comando della Regia Marina. Il suo compito è quello di fornire il supporto logistico al Comando in capo della squadra navale, la gestione degli alloggi del personale destinato a Santa Rosa ed è responsabile dell'efficienza e della protezione della base.
Presso il comprensorio di Santa Rosa hanno sede MARITELE, il Centro principale delle comunicazioni, e il COMFORAER, il Comando delle forze aeree.

## Squadra navale
Le unità della Flotta della Marina Militare sono inquadrate, nella quasi totalità, nella Squadra navale, alle dipendenze del Comando in Capo Squadra navale. presso cui sono concentrate quasi tutte le funzioni operative e il controllo dei mezzi. Le unità non inquadrate nella Squadra Navale erano in precedenza assegnate ai vari dipartimenti marittimi. In seguito alla riorganizzazione del 1999 le diverse componenti operative sono passate da una struttura organizzativa su base territoriale, la cui espressione erano i Comandi di Divisione navale (COMDINAV), ad una su base funzionale. Da questa riorganizzazione sono nate le Forze d'Altura, le Forze di Pattugliamento Costiero, le Forze da Sbarco, le forze aeree le Forze Subacquee, le Forze di Contromisure Mine, inquadrate in altrettanti Comandi Complessi. La portaerei Cavour è nave ammiraglia della flotta Le navi scuola Vespucci e Palinuro sono alle dirette dipendenze del Comando in capo della squadra navale.
Il Comando subacquei ed incursori (COMSUBIN) è al di fuori della struttura gerarchica di CINCNAV e dipende direttamente dal Capo di Stato Maggiore della Marina ed ha alle sue dipendenze i mezzi speciali per il trasporto di incursori e sommozzatori Marino e Pedretti e la nave di salvataggio Anteo.
Direttamente dal Capo di Stato Maggiore della Marina dipende anche l'Istituto Idrografico della Marina di Genova.

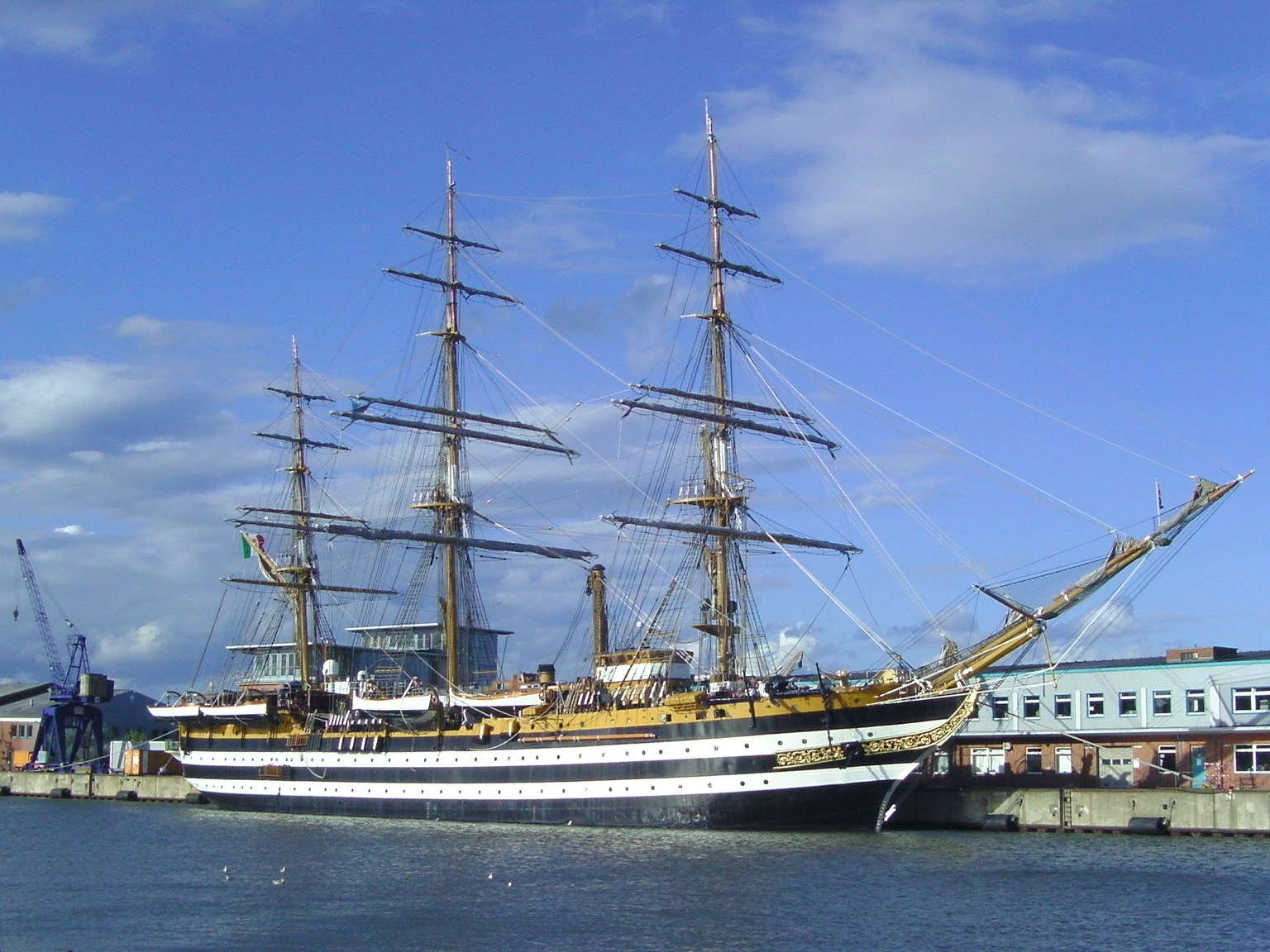
Nave scuola Vespucci

### Organizzazione della flotta fino al 1999
L'organizzazione della flotta si articolava in quattro "Divisioni navali" ed un "Comando sommergibili":

#### I Divisione navale
La I Divisione navale, con sede e base operativa alla Spezia, era articolata nel 1º Gruppo navale d'altura, che ha annoverato tra le sue unità l'incrociatore Andrea Doria, i cacciatorpediniere classe Audace e le due fregata classe Alpino, e nella 7ª Squadriglia fregate, che, successivamente alla riorganizzazione della flotta del 1999, è stata riconfigurata nel COMSQUAFR2, in cui erano inquadrate le fregate classe Centauro e classe Maestrale.

#### II Divisione navale
La II Divisione navale, con sede e base operativa a Taranto, era articolata nel 2º Gruppo navale d'altura, che ha avuto tra le sue unità l'incrociatore Duca degli Abruzzi, l'incrociatore lanciamissili Giuseppe Garibaldi, i cacciatorpediniere Grecale e Garibaldi, l'incrociatore portaelicotteri Vittorio Veneto e la portaerei leggera Garibaldi, unità che hanno tutte ricoperto il ruolo di nave ammiraglia, e le fregate classe Lupo, inquadrate nella 5ª Squadriglia fregate, cui si aggiunsero le nuove classe Maestrale, che successivamente alla riorganizzazione della flotta del 1999 è stata riconfigurata nel COMSQUAFR1 e dopo la successiva riorganizzazione del 2013 nel COMGRUPNAV1. Tra le unità del 2º Gruppo navale d'altura vi furono anche i cacciatorpediniere classe Impavido, sostituiti dopo la loro messa in disarmo dalle navi della classe Durand de la Penne.

#### III Divisione navale
La III Divisione navale, con base a Brindisi, era articolata nel COMSQUALI, ovvero nel Comando squadriglia aliscafi costituito dalle unità della classe Sparviero e dal Gruppo navi da sbarco. Fino alla metà degli anni ottanta la Divisione aveva anche una Sezione motocannoniere costituita dalle unità della classe Freccia e della classe Lampo ed inquadrata nel COMOS, il Comando motosiluranti.

#### IV Divisione navale
La IV Divisione navale, con base a Taranto e, tra il 1967 e il 1970, a Augusta, ha annoverato tra le proprie unità le fregate classe Bergamini, le corvette classe De Cristofaro, inquadrate nella 1ª Squadriglia corvette, e le corvette classe Albatros. Le corvette del tipo De Cristofaro e Albatros dopo essere state dismesse sono state rimpiazzate dalle classe Minerva.

#### Comando sommergibili
Il Comando sommergibili (COMSOM), con sede a Taranto, era articolato nel 1º Gruppo sommergibili (GRUPSOM1), di base a Taranto, e nel 2º Gruppo sommergibili (GRUPSOM2), di base a Augusta. Del 1º Gruppo sommergibili hanno fatto parte i battelli della classe Sauro e quelli di provenienza statunitense. Del 2º Gruppo sommergibili, ridislocato alla base di Augusta a partire dal 1971, dopo aver avuto la sua sede alla Spezia, facevano parte i battelli della classe Toti.

#### COMGRUPDRAG
Le unità di lotta alle mine navali, dragamine e cacciamine erano a disposizione del COMGRUPDRAG il Comando gruppo dragamine. All'inizio degli anni ottanta, con la trasformazione di alcuni dragamine della classe Alberi in pattugliatori per la MFO, di altri in navi idrografiche e di altri ancora in unità addestrative e precedentemente all'ingresso dei moderni cacciamine della classe Lerici e della trasformazione dei dragamine litoranei della classe Aragosta in unità addestrative per gli allievi dell'Accademia di Livorno e dei dragamine oceanici della classe Salmone in pattugliatori, le forze di dragaggio erano così inquadrate:

##### IV Gruppo dragamine "La Spezia"
54ª Squadriglia dragamine costieri
- Castagno
- Larice

55ª Squadriglia dragamine costieri
- Platano
- Frassino
- Gelso

57ª Squadriglia dragamine costieri
- Agave
- Loto
- Edera
- Sandalo
- Cedro

74ª Squadriglia dragamine
- Aragosta
- Astice
- Mitilo
- Polipo
- Porpora

##### II Gruppo dragamine "Messina"
53ª Squadriglia dragamine costieri
- Gelsomino
- Giaggiolo
- Vischio
- Timo

61ª Squadriglia dragamine
- Salmone
- Sgombro
- Squalo
- Storione

##### V Gruppo dragamine "Ancona"
58ª Squadriglia dragamine costieri
- Mandorlo
- Ebano

La 74ª Squadriglia dragamine litoranei di base alla Spezia, tra il 1967 e il 1978 è stata ridislocata a Messina.

#### Unità dipartimentali
Le altre unità erano a disposizione dei vari dipartimenti.

### Riorganizzazione con il nuovo modello di difesa
Le unità della Squadra Navale dopo che è stato applicato il nuovo modello di difesa a partire dal 1º ottobre 1999 erano così inquadrate:
- COMFORAL - Comando Forze d'Altura di base a Taranto e retto da un ammiraglio di divisione;
  - COMSQUAFR1 di base a Taranto
  - COMSQUAFR2 di base alla Spezia
- COMFORPAT - Comando delle Forze da Pattugliamento per la Sorveglianza e la Difesa Costiera;
- COMFORSBARC - Comando delle Forze da Sbarco;
- COMFORSUB - Comando Forze Subacquee;
- COMFORDRAG - Comando Forze Contromisure Mine.
- COMGRUPNAVIT - Comando Gruppo Navale Italiano

La ristrutturazione dell'organizzazione operativa della Marina Militare era stata conseguente alla ristrutturazione della NATO in seguito alla fine della guerra fredda, formalizzata nei vertici di Washington nel 1999 e Praga nel 2002, che hanno portato alla nuova NATO Command Structure e NATO Forces Structure, cui l'Italia contribuisce fornendo i quartieri generali delle Forze di reazione rapida marittime e terrestri. Il 4 settembre 2002 è stata disposta con ordine del giorno del Capo di stato maggiore della Marina la costituzione del COMITMARFOR (Commander Italian Maritime Forces).

#### COMFORAL
Del COMFORAL, di base a Taranto facevano parte le portaerei, i cacciatorpediniere Classe de la Penne e Classe Orizzonte, le tre navi da sbarco, il rifornitore di squadra Etna e la nave Elettra con quest'ultima unità di base alla Spezia insieme ad uno dei due Orizzonte. Alle dipendenze del COMFORAL vi erano il COMSQUAFR1 di base a Taranto e il COMSQUAFR2 di base alla Spezia.

##### COMSQUAFR1
Il COMSQUAFR1, 1ª Squadriglia fregate, era costituito da quattro delle otto fregate Maestrale dai pattugliatori di squadra Classe Soldati, uno dei quali, il Bersagliere, transitato poi nel COMSQUAFR2, e uno dei due rifornitori di squadra Classe Stromboli. Il COMSQUAFR1 aveva preso il posto della 5ª Squadriglia fregate della II Divisione navale.

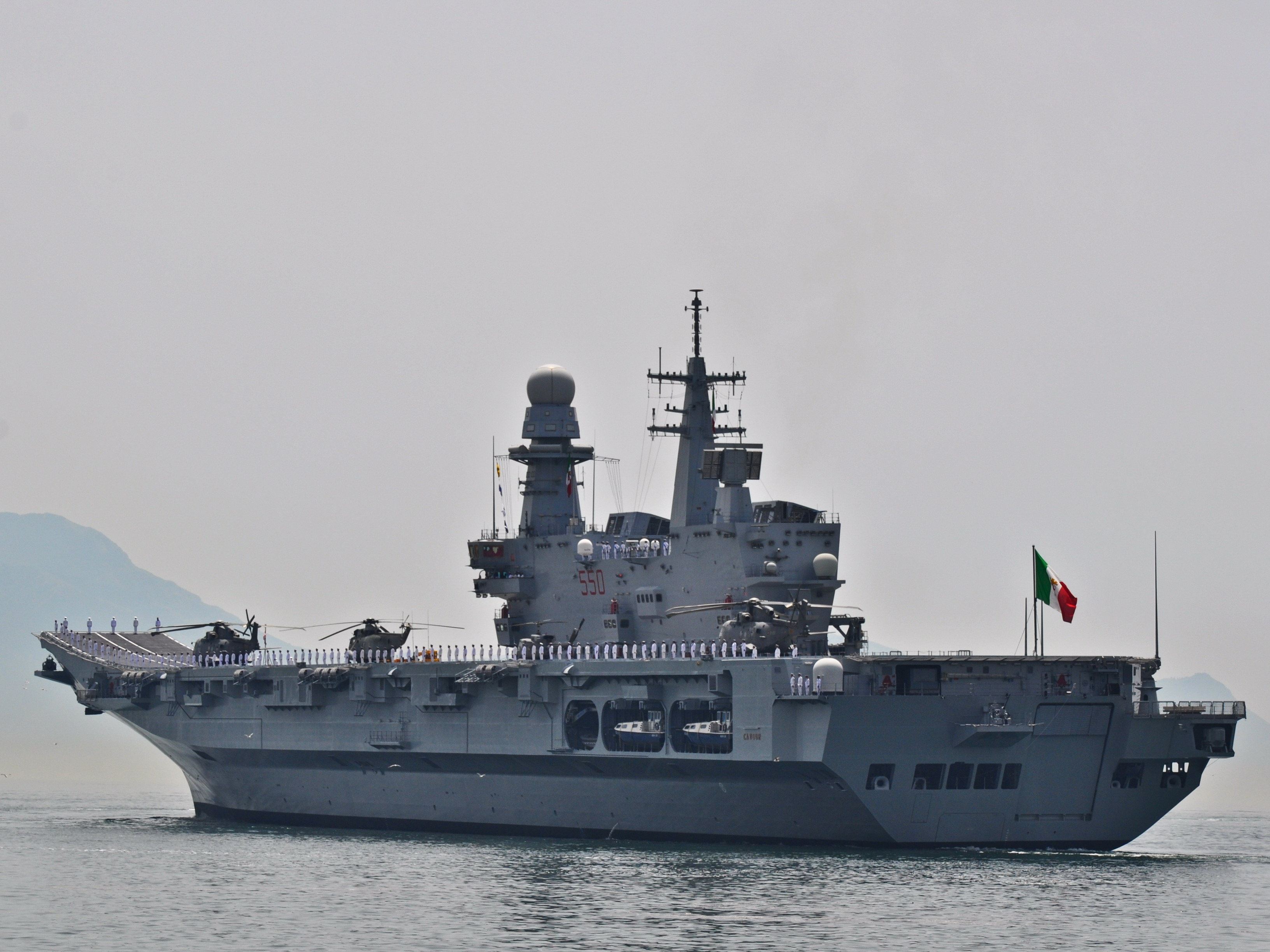
La portaerei Cavour, nave ammiraglia della flotta

##### COMSQUAFR2
Il COMSQUAFR2 era costituito da quattro delle otto fregate Maestrale e uno dei due rifornitori di squadra Classe Stromboli. Il COMSQUAFR2 cioè 2ª Squadriglia Fregate aveva ereditato i compiti e le unità navali della 7ª Squadriglia fregate della I Divisione navale.

#### COMITMARFOR/COMGRUPNAVIT
Il COMITMARFOR, che ha assunto la sua configurazione dal 1º ottobre 2003, era retto da un contrammiraglio, posto alle dipendenze organiche del Comandante in capo della squadra navale, disponeva di uno staff permanentemente imbarcato.
Il Comando Forze d'Altura aveva la capacità di approntamento in 72 ore, tramite il COMGRUPNAVIT, di un gruppo navale, di 6 unità da proiettare sul mare in una qualsiasi area di crisi, composto da una portaerei, un'unità di difesa antiaerea, tre unità di scorta, un rifornitore di squadra, due unità anfibie e il Reggimento San Marco.
Il COMGRUPNAVIT, Comando Gruppo navale Italiano con sede a Taranto, retto da un contrammiraglio, si occupavava delle missioni all'estero delle unità della flotta della Marina Militare.

### Riconfigurazioni successive
In seguito ad una nuova ristrutturazione dei comandi, a partire dal 14 ottobre 2013 le unità della flotta erano così inquadrate:
- COMFORAL - Comando Forze d'Altura di base a Taranto e retto da un ammiraglio di divisione;
  - COMGRUPNAV2 di base alla Spezia
- COMFORPAT - Comando delle Forze da Pattugliamento per la Sorveglianza e la Difesa Costiera;
- COMFORANF - Comando delle Forze Anfibie;
- MARICOSOM - Comando Sommergibili Marina Militare;
- COMFORDRAG/COMFORAUS - Comando Forze Contromisure Mine/Comando Forze Ausiliarie
- COMGRUPNAV1/COMGRUPNAVIT - Comando Gruppo Navale Italiano con sede a Brindisi

Le unità navali che facevano parte del COMSQUAFR1 sono passate alle dirette dipendenze del COMFORAL, mentre il COMSQUAFR2 è stato riconfigurato nel COMGRUPNAV2, in cui sono entrate a far parte alcune unità navali che in precedenza erano alle dirette dipendenze del COMFORAL.
Le tre LPD e la portaerei Garibaldi hanno costituito Il COMGRUPNAV1 che ha assunto i compiti di quel che era il COMGRUPNAVIT. IL COMGRUPNAV1, che dal 1º novembre 2013, con dispaccio del capo di stato maggiore della Marina, è stato ridislocato da Taranto a Brindisi, con la capacità di assolvere funzioni e compiti di Comando di un Gruppo navale e di Comando di una forza anfibia nazionale e multinazionale. A partire dal settembre 2014 il Gruppo ha assunto la designazione di COMGRUPNAV TRE.
Il Gruppo Navi Ausiliarie Dipartimentali di MARISICILIA che prima della riorganizzazione dipendevano direttamente dal Comando in Capo della Squadra Navale sono state inquadrate nel COMGRUPAUS2 alle dipendenze del COMFORDRAG/COMFORAUS.
Successivamente, dal 12 settembre 2014, a seguito della ristrutturazione dei comandi di demoltiplica delle forze d'altura della Marina Militare ubicati nelle basi principali, è stata adottata la seguente organizzazione:
- COMGRUPNAV UNO - Comando del Primo Gruppo Navale;
- COMGRUPNAV DUE - Comando del Secondo Gruppo Navale;
- COMGRUPNAV TRE - Comando del Terzo Gruppo Navale;
- COMFORPAT - Comando delle Forze da Pattugliamento per la Sorveglianza e la Difesa Costiera;
- COMFORANF - Comando delle Forze Anfibie;
- MARICOSOM - Comando Sommergibili Marina Militare;
- COMFORDRAG/COMFORAUS - Comando Forze Contromisure Mine/Comando Forze Ausiliarie;
- COMGRUPNAVCOST DIECI - Comando del Decimo Gruppo Navale Costiero

In pratica rispetto al 2013 il COMFORAL è diventato COMGRUPNAV DUE, quello che era il COMGRUPNAV DUE ha assunto la designazione di COMGRUPNAV UNO e il COMGRUPNAV1/COMGRUPNAVIT ha assunto la designazione di COMGRUPNAV TRE.
Dopo l'ultima riorganizzazione dei comandi alle dipendenze del comando in capo della squadra navale vi è la sezione del Genio di Roma che ha a sua volta alle sue dipendenze i nuovi uffici del Genio di La Spezia, Taranto e Augusta, le tre basi principali e l'ufficio del Genio di Brindisi, in quanto sede a prevalente connotazione operativa.
Il 14 dicembre 2014 dalla scissione del COMFORDRAG/COMFORAUS che aveva integrato sotto un unico comando il COMFORDRAG, il comando delle forze contromisure mine e il COMFORAUS, il comando delle forze ausiliarie, sono state costituiti il COMFLOTAUS, il comando delle forze ausiliarie a livello di flottiglia, e MARICODRAG il comando delle forze contromisure mine.
Dal 1º giugno 2016 i tre gruppi navali COMGRUPNAV UNO, COMGRUPNAV DUE e COMGRUPNAV TRE sono tornati ad assumere la denominazione storica assunta dal 1947 al 1999, di COMDINAV UNO, COMDINAV DUE e COMDINAV TRE, alle dipendenze del comando in capo della squadra navale.
Il 24 febbraio 2022 COMFORPAT viene rinominata COMDINAV QUATTRO - COMFORPAT (COMANDO 4^ DIVISIONE NAVALE - Comando delle forze da pattugliamento per la sorveglianza e la difesa costiera).

#### COMDINAV UNO

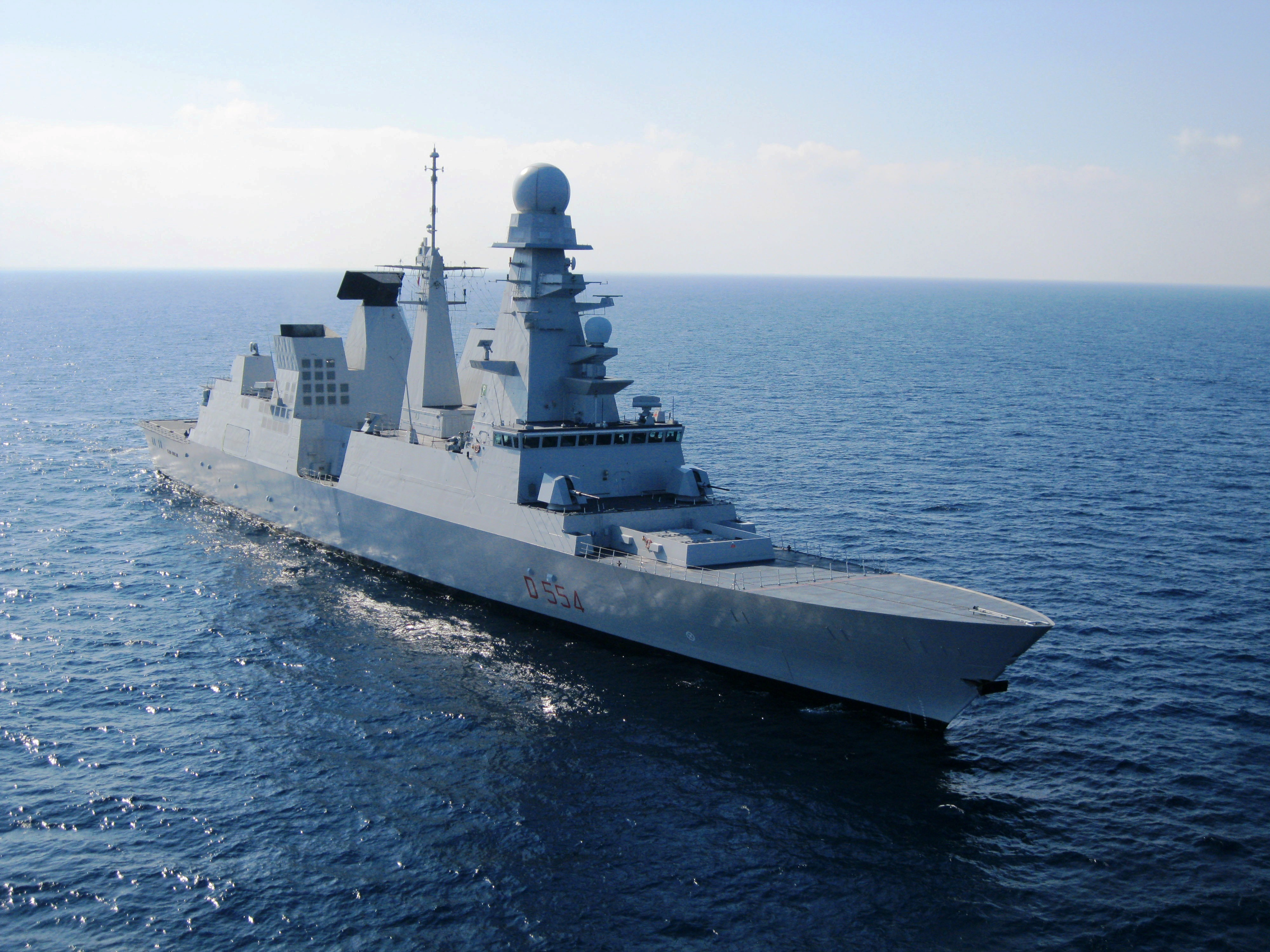
Il cacciatorpediniere Caio Duilio

Dopo la ristrutturazione del 2014 il cacciatorpediniere Caio Duilio è stato inquadrato nel COMGRUPNAV UNO, il Comando del primo gruppo navale di base alla Spezia. Contestualmente ne ha assunto il ruolo di nave ammiraglia ed è andato ad unirsi alle fregate Grecale, Libeccio, ed all'unità di supporto, il rifornitore di squadra Vesuvio. A queste unità si erano precedentemente aggiunte, dopo la loro entrata in servizio, le FREMM Bergamini, Fasan, Margottini e Luigi Rizzo, e l'unità di supporto polivalente Elettra che, nella precedente organizzazione, era inquadrata direttamente nell'ormai soppresso Comando delle Forze di Altura.
Il Primo Gruppo Navale, così composto, ha la funzione di fornire le unità per le missioni internazionali e multinazionali alle quali l'Italia contribuisce. Inoltre ha la possibilità di costituire un gruppo scorta per unità anfibie e portaerei, oltre alla capacità di essere un Comando Complesso proiettabile permanentemente impiegabile.
La precedente denominazione della formazione navale, del 2013, era COMGRUPNAV DUE cioè Comando del Secondo gruppo navale.

##### MARISTANAV La Spezia
Alla Stazione Navale Marittima della Spezia, dal 2014 alle dirette dipendenze del Comando del Primo Gruppo Navale, è assegnato il naviglio locale costituito dal trasporto locale acqua Bormida (A 5359), i rimorchiatori costieri classe porti: Porto Empedocle (Y 421), Porto Salvo (Y 428) e Porto Torres (Y 416), i rimorchiatori portuali RP 109, RP 110, RP 113, RP 120, RP 127, RP 128 e RP 134.

#### COMDINAV DUE

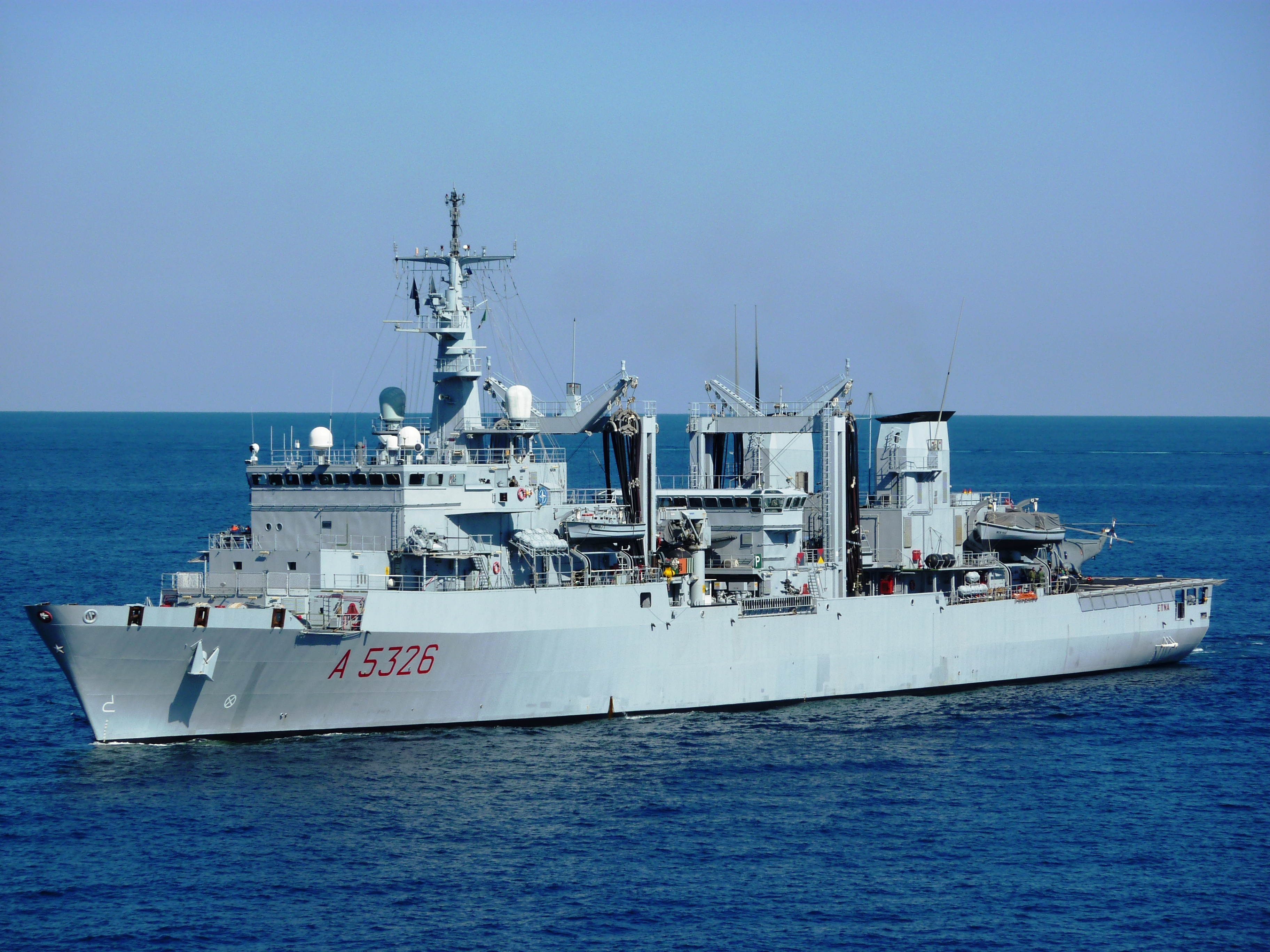
Nave Etna

Alle dirette dipendenze del COMDINAV DUE, il Comando della Seconda Divisione Navale la cui sede è a Taranto, sono poste tutte le unità di prima linea di stanza nella città pugliese: la portaerei Cavour, le cacciatorpediniere Doria, Durand de la Penne e Mimbelli, le fregate Zeffiro, Carabiniere, Alpino, Federico Martinengo e Antonio Marceglia, il rifornitore di squadra e nave supporto logistico polivalente Etna e il rifornitore di squadra Stromboli.

##### MARISTANAV Taranto
Alle dipendenze della stazione navale marittima di Taranto a supporto del COMDINAV DUE è assegnato il naviglio locale costituito dal mototrasporto Cheradi, i rimorchiatori costieri classe porti: Porto Fossone (Y 415), Porto Pisano (Y 422), Portoferraio (Y 425) e Portovenere (Y 426), i rimorchiatori portuali RP 104, RP 106, RP 122, RP 129. RP 132, RP 133 e i rimorchiatori d'altura classe Ciclope: Saturno (A 5330) e Tenace (A 5365) ai quali si è aggiunto nel 2014 il rimorchiatore d'altura Ercole.

#### COMDINAV TRE

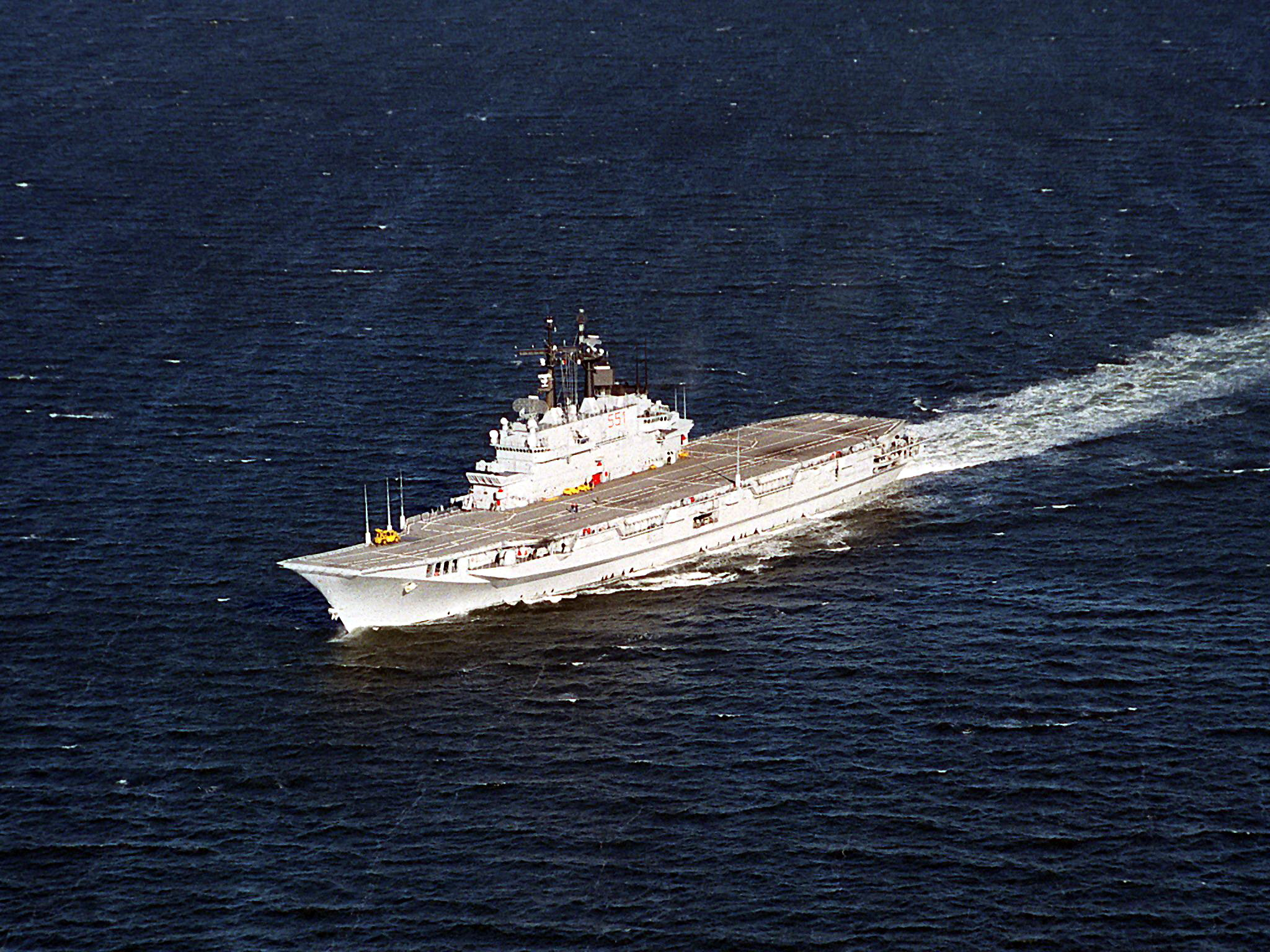
L'incrociatore Portaeromobili Giuseppe Garibaldi, flagship del COMDINAV 3

Il COMDINAV 3 è il Comando della 3ª Divisione Navale, con sede a Brindisi per le unità anfibie, con capacità di generare un Comando di Task Force proiettabile anfibio (CATF - Commander of Amphibious Task Force). Ha alle sue dipendenze le Unità d'Assalto Anfibio multiruolo San Giusto, San Giorgio e San Marco, l'incrociatore Portaeromobili Giuseppe Garibaldi, di stanza a Taranto, e la Stazione Navale MARISTANAV Brindisi. 

##### MARISTANAV Brindisi
Il Comando di Stazione Navale MARISTANAV Brindisi è deputato a fornire il supporto tecnico-logistico diretto alle Unità Navali, nazionali e straniere, ed al personale imbarcato.  Ha alle sue dipendenze il Servizio Efficienza Navi (SEN) e, come naviglio minore, il rimorchiatore d'altura Ciclope, il rimorchiatore costiero Porto Corsini ed i rimorchiatori portuali RP 107, RP 108 ed RP 118.

#### COMDINAV QUATTRO - COMFORPAT

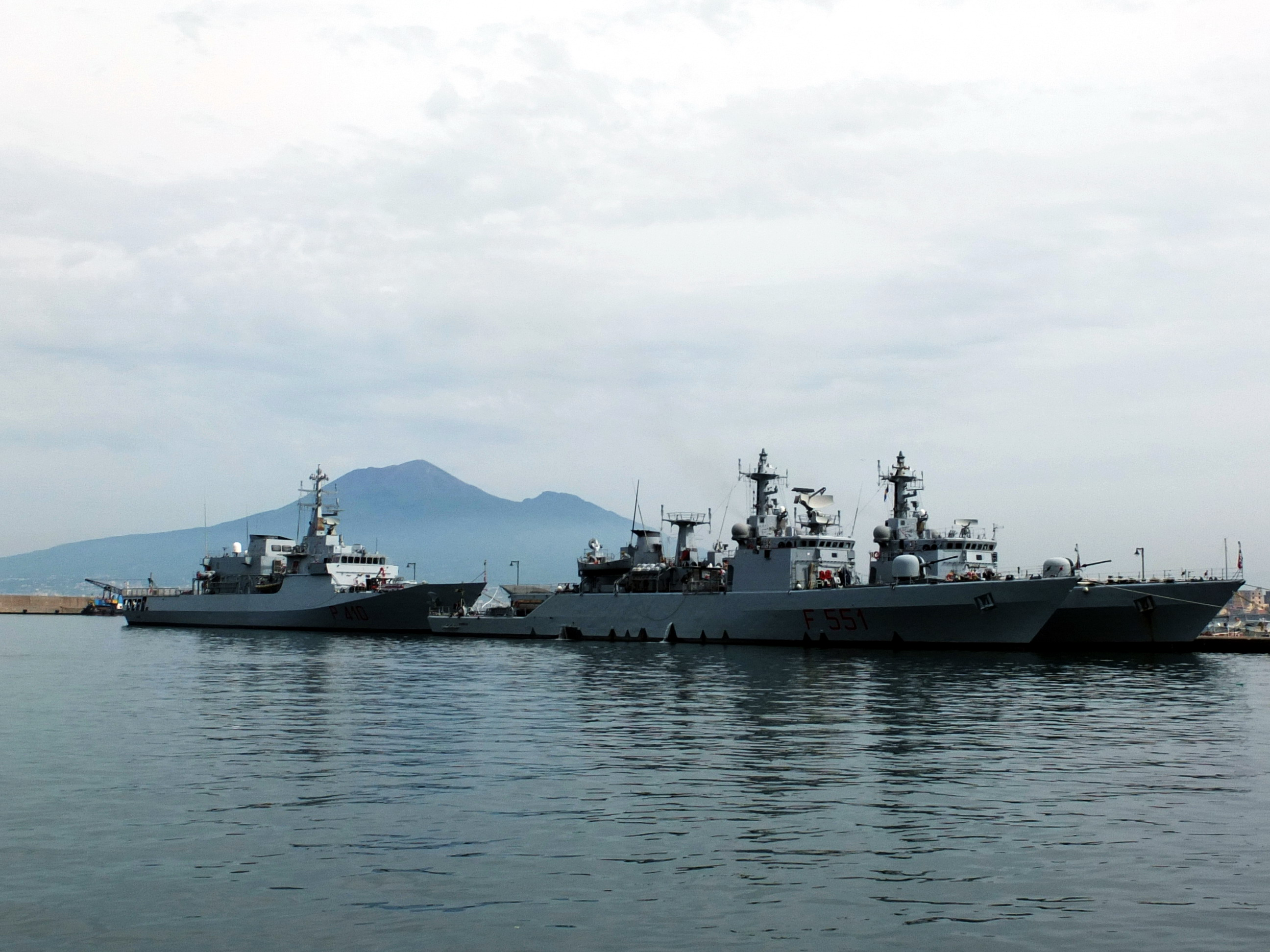
Le corvette Minerva e Chimera e il pattugliatore Orione.

Il COMDINAV QUATTRO - COMFORPAT è il Comando delle forze da pattugliamento per la sorveglianza e la difesa costiera, il cui motto è "In vigilat docendo". È comandata da un contrammiraglio ed ha la sua base operativa ad Augusta. Il compito delle unità alle sue dipendenze è di presenza e sorveglianza degli spazi marittimi, assicurando in particolare nel Canale di Sicilia la vigilanza sull'attività di pesca, e la collaborazione alla tutela dell'ambiente marittimo nazionale con specifici compiti di contrasto all'inquinamento, il pattugliamento della Zona economica esclusiva, il controllo dei flussi migratori diretti verso l'Italia anche in cooperazione con le Marine del Nordafrica. Alle sue dipendenze è la scuola di comando navale per i tenenti di vascello.
Il COMDINAV QUATTRO è articolato in COMSQUAPAT1 e COMSQUAPAT2, mentre è stato soppresso il COMSQUACORV.  

##### COMSQUACORV
Il COMSQUACORV, al cui comando vi era un capitano di fregata, era costituito dalle corvette della classe Minerva; dopo il disarmo di sei delle otto corvette della classe Minerva il COMSQUACORV è stato soppresso e le ultime due unità sono transitate nel COMSQUAPAT2.

##### COMSQUAPAT1
Nel COMSQUAPAT1, al cui comando vi è un capitano di fregata, sono inquadrate le sei unità classe Costellazioni, quattro unità appartenenti alla 1ª serie (detta anche classe Cassiopea) e due unità appartenenti alla 2ª serie (detta anche classe Sirio).

##### COMSQUAPAT2
Nel COMSQUAPAT2, al cui comando vi è un capitano di vascello, sono inquadrate le unità della classe Comandanti e dopo la soppressione del COMSQUACORV dalle ultime due corvette classe Minerva prima che anche queste fossero poste in disarmo.

##### MARISTANAV Augusta
Alle dipendenze della Stazione navale marittima di Augusta a supporto del COMFORPAT è assegnato il naviglio locale costituito dai rimorchiatori portuali RP 102, RP 112, RP 123, RP 125, RP 130, RP 131 e i rimorchiatori d'altura Polifemo (A 5325) e Prometeo (A 5318), rispettivamente appartenenti alla classe Ciclope e alla classe Atlante.

#### COMFORANF

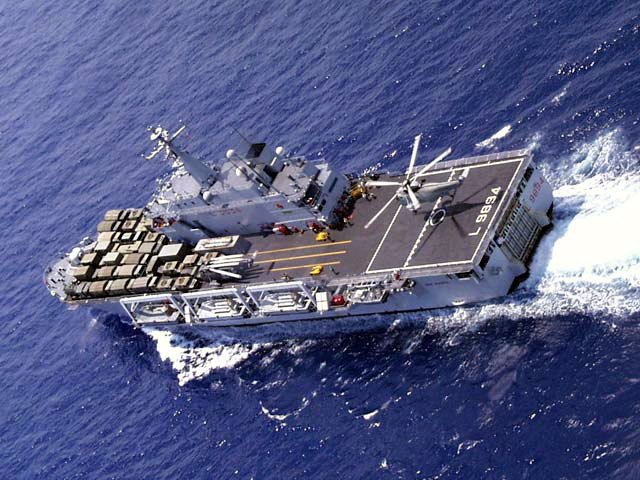
Nave San Giusto

Il Comando della Forza Anfibia (COMFORANF), alle dirette dipendenze del Comandante in Capo della Squadra Navale, è il comando sovraordinato della Brigata marina "San Marco" e della Forza di proiezione dal mare.

##### Brigata marina "San Marco"
La Brigata marina "San Marco" è una grande unità anfibia della Marina Militare costituita il 1º marzo 2013, riorganizzando la Forza da Sbarco della Marina (allora COMFORSBARC). Ha il suo comando a Brindisi ed è retta da un contrammiraglio ed è inquadrata nella componente anfibia interforze Forza di proiezione dal mare, il cui comandante è lo stesso della Brigata marina San Marco, ed ha come compiti l'addestramento e la pianificazione delle operazioni anfibie.
La Brigata Marina è articolata nel:
- 1º Reggimento "San Marco"
- 2º Reggimento "San Marco"
- 3º Reggimento "San Marco"
- Battaglione scuole "Caorle"
- Gruppo mezzi da sbarco, con unità del tipo MEN, MDN e MTM.

A disposizione della Forza da sbarco le tre navi LPD San Marco, San Giorgio e San Giusto, dislocate a Brindisi, e gli elicotteri del reparto Eliassalto. Il comando delle forze da sbarco opera in stretta collaborazione con il COMGRUPNAV TRE da cui dipendono le tre navi d'assalto anfibio.

#### MARICOSOM
MARICOSOM, il Comando sommergibili della Marina Militare ha sede a Roma ed è retto da un contrammiraglio. Dopo l'ultima riorganizzazione ha ereditato i compiti che prima erano del COMFORSUB il Comando delle forze subacquee. Alle dirette dipendenze di MARICOSOM, la cui sede è a Roma, vi è il COMFLOTSOM (Comando flottiglia sommergibili) la cui sede è a Taranto.

##### COMFLOTSOM
Il COMFLOTSOM svolge i compiti di force provider, assicurando la prontezza dei mezzi, l'addestramento degli equipaggi ed il supporto tecnico-logistico ai sommergibili.
Dal COMFLOTSOM dipendono:
- Reparto supporto servizi generali

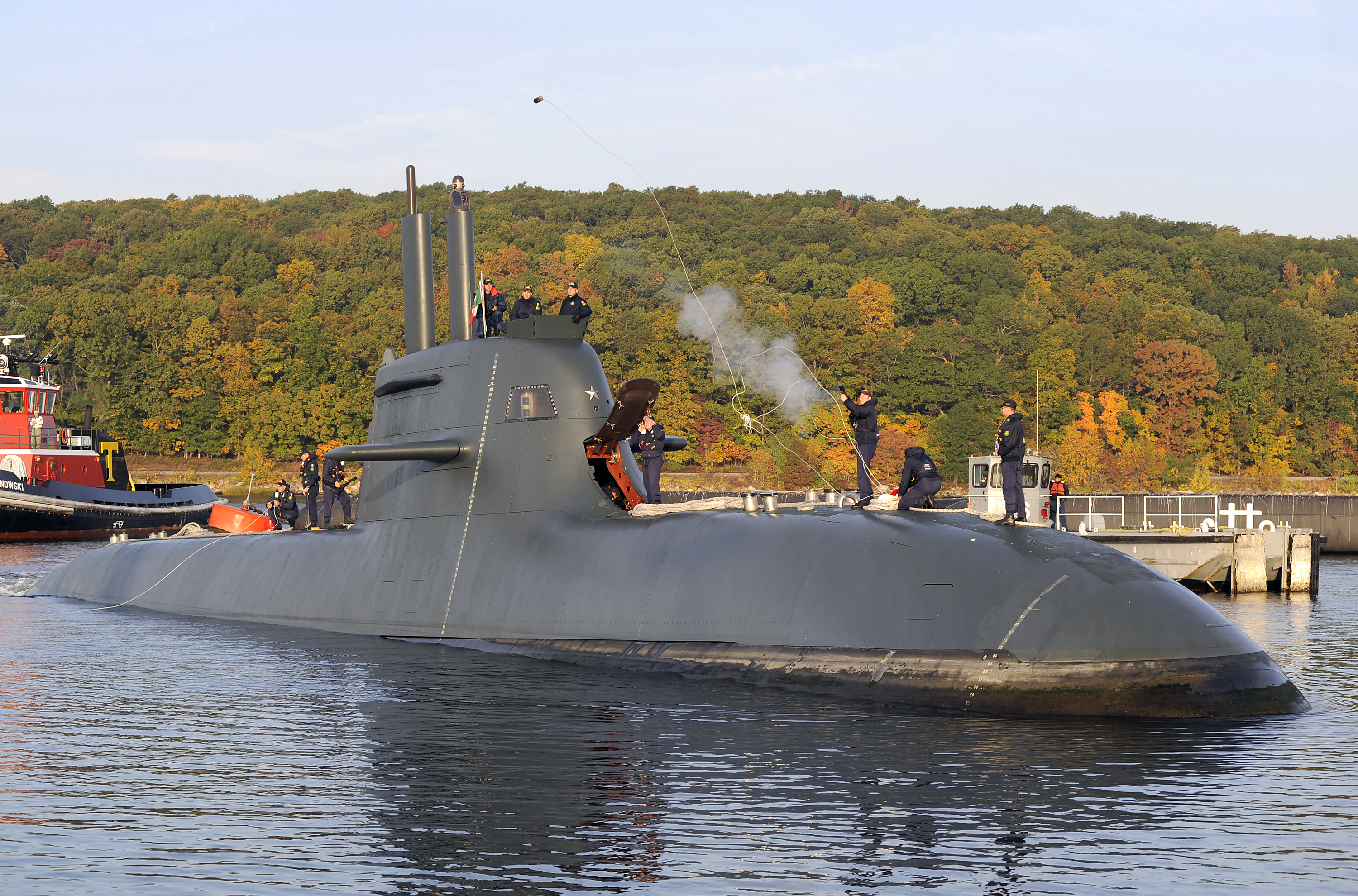
Il sottomarino Todaro.

- Reparto supporto tecnico-logistico
- Servizio amministrativo
- Reparto supporto formazione/addestramento da cui dipende la Scuola sommergibili
- Reparto supporto operativo

Dal COMFLOTSOM dipendono le Unità subacquee della classe Sauro 3ª e 4ª serie e le nuove unità tipo U212A della classe Todaro.

#### COMFLOTAUS
Il COMFLOT, il Comando Flottiglia Unità Ausiliarie è stato istituito il 14 dicembre 2014 dalla scissione del COMFORDRAG/COMFORAUS che aveva integrato sotto un unico comando il COMFORDRAG e il comando delle forze contromisure mine e il COMFORAUS, il comando delle forze ausiliarie.
Dalla scissione del COMFORDRAG/COMFORAUS sono state costituiti il COMFLOTAUS e MARICODRAG il comando delle forze contromisure mine.
Il COMFLOTAUS, che ha la sua sede alla Spezia e raggruppa le unità ausiliarie della Marina Militare è articolato nel COMGRUPAUS1 che ha la sua sede alla Spezia e nel COMGRUPAUS2 che ha la sua sede a Messina e che precedentemente alla riconfigurazione del COMFORAUS in COMFLOTAUS aveva la sua sede ad Augusta. Del COMFORUPAUS1 dono inquadrati il 74º Gruppo navale addestrativo che opera in favore degli allievi ufficiali dell'Accademia navale di Livorno e il COMGRUPVELA. In precedenza nel vecchio COMFORAUS era inquadrata anche Nave Palinuro che in seguito alla riorganizzazione è adesso alle dirette dipendenze del Comando in capo della Squadra navale.
Sono entrate a far parte del COMFORAUS ed adesso del COMFLOTAUS le navi trasporto gasolio classe Panarea e le navi trasporto costiero Classe Gorgona, che in precedenza erano unità dipartimentali, e le navi servizio fari della classe Ponza, che in precedenza facevano capo al 4º Reparto dell'ispettorato per il supporto logistico e dei fari.
Dal 01 ottobre 2021 COMFLOTAUS è soppresso. I pattugliatori costieri sono inquadrati all’interno di COMGRUPNAVCOST DIECI e la dipendenza è direttamente dal COVI per il tramite di CINCNAV. COMGRUPAUS UNO è posto alle dipendenze di COMDINAV UNO; COMGRUPAUS DUE è posto alle dipendenze di COMDINAV DUE e COMGRUPAUS TRE è posto alle dipendenze di COMDINAV QUATTRO - COMFORPAT. Da marzo 2022 COMGRUPVELA è soppresso e le UU a v.m. (NAVE CAROLY, NAVE STELLA POLARE, NAVE ORSA MAGGIORE, NAVE CORSARO II, NAVE CAPRICIA) sono poste alle dipendenze di MARICOMSCUOLE.

##### COMGRUPAUS1

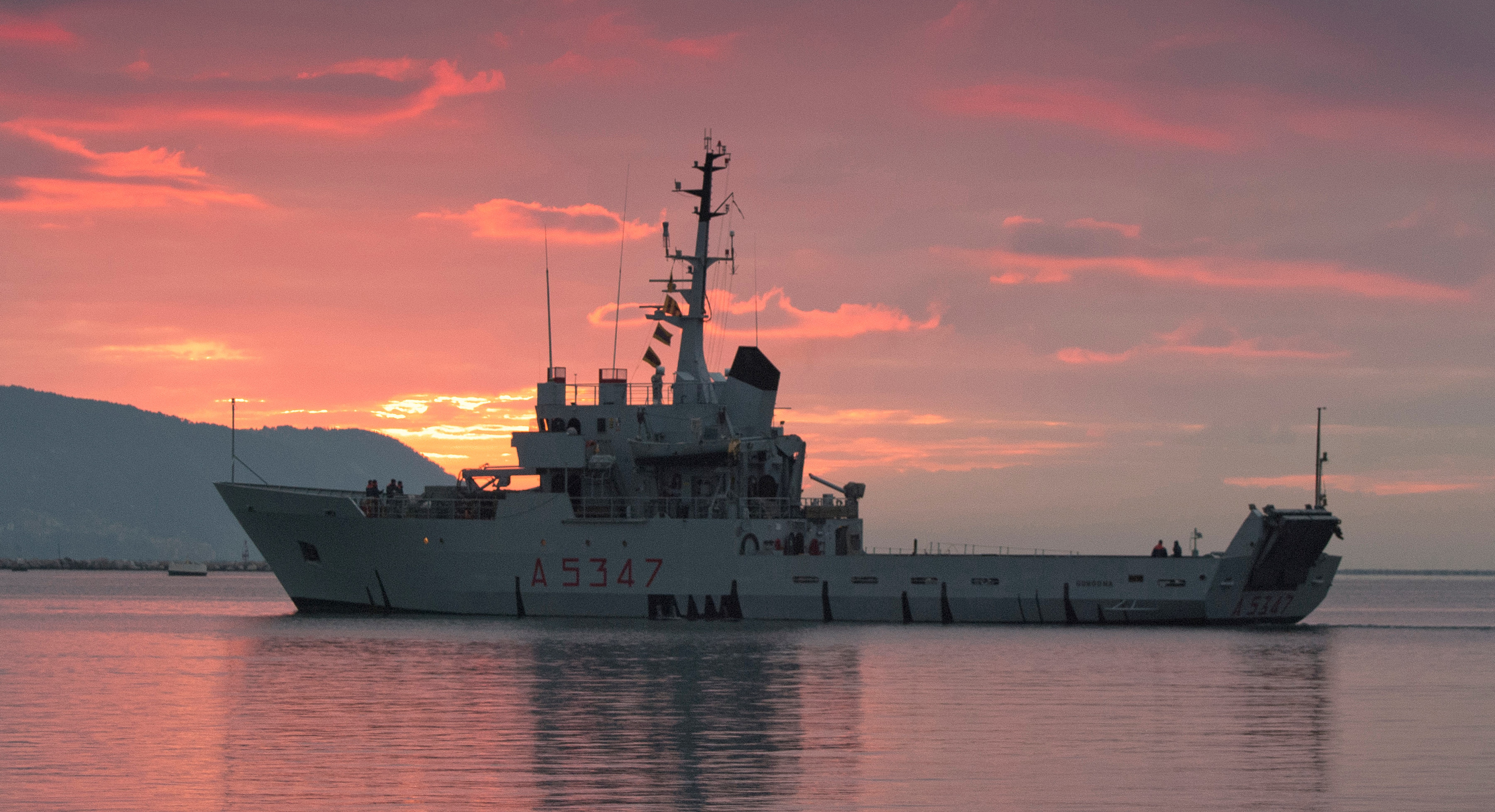
Nave Gorgona

Alle dipendenze del COMGRUPAUS UNO sono inquadrate le seguenti UU.NN:
- Nave Ponza MTF sede Venezia
- Nave Gorgona MTC sede La Spezia
- Nave Palmaria MTF sede La Spezia
- Nave Tavolara MTF sede La Maddalena
- Nave Tremiti MTF sede Venezia
- Rimorchiatore d'Altura Gigante RIM sede La Spezia

##### COMGRUPAUS2

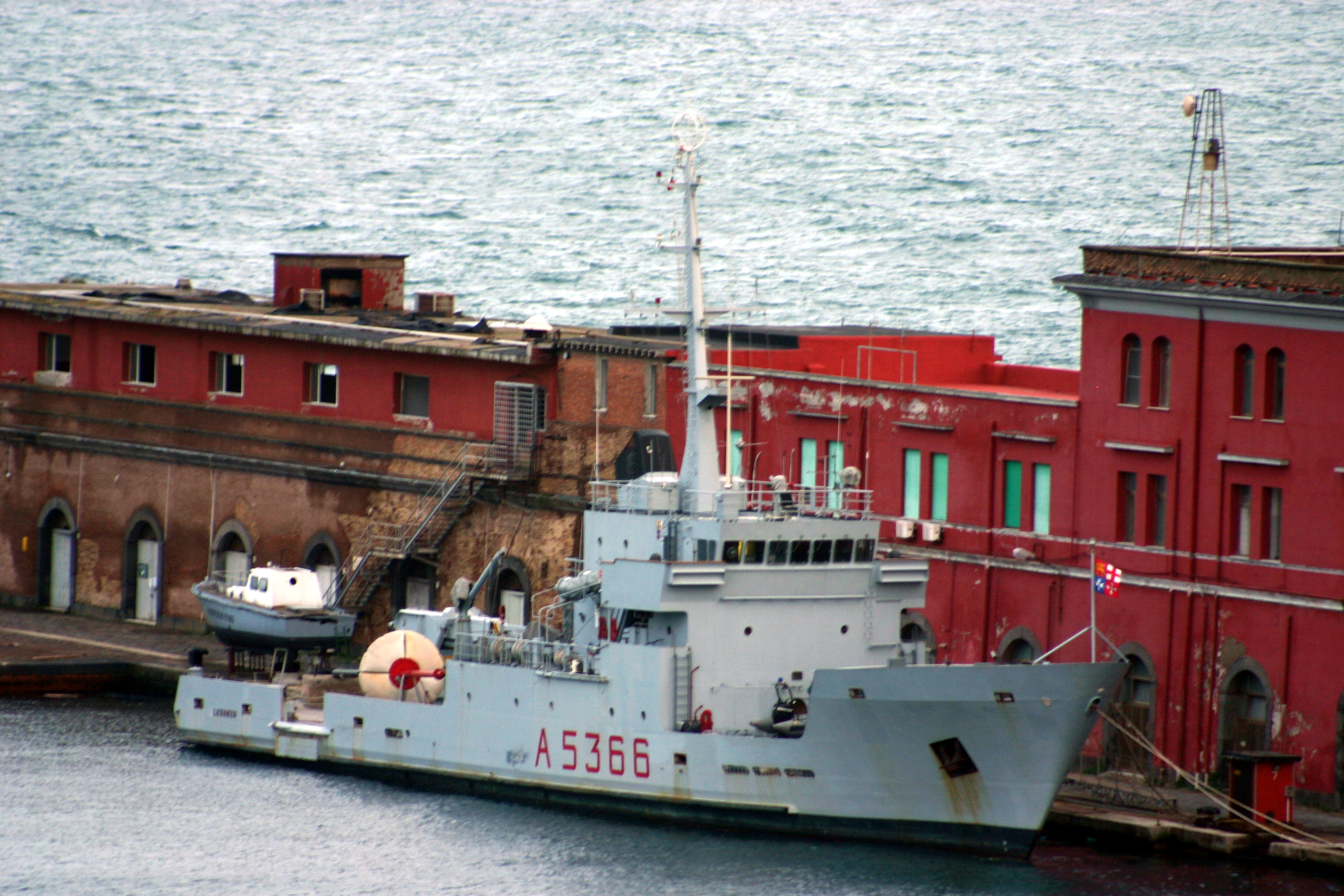
Nave Levanzo

Nel COMGRUPAUS2 sono inquadrate le seguenti navi, che in precedenza facevano parte delle unità dipartimentali di MARISICILIA:
- Nave Lipari (trasporto costiero)
- Nave Tirso (trasporto acqua)
- Nave Ticino (trasporto acqua)
- Nave Linosa (trasporto F76)
- Nave Favignana (trasporto F44)
- Nave Panarea (trasporto F76)
- Nave Procida (servizio fari) prima della riorganizzazione facente capo alla Sezione fari "Napoli"
- Nave Pantelleria (trasporto costiero) prima della riorganizzazione facente capo al Dipartimento militare marittimo dell'Adriatico
- Nave Salina (trasporto F44) prima della riorganizzazione facente capo al Dipartimento militare marittimo dello Ionio e del Canale d'Otranto

##### COMGRUNAVADD74
Il 74* Gruppo navale addestrativo è costituito da ex dragamine della classe Aragosta riconvertite in unità addestrative, impiegate a favore degli allievi e degli ufficiali che frequentano l'Accademia navale di Livorno e per compiti di pattugliamento di varia natura nelle acque prospicienti il golfo della Spezia. Il Gruppo è costituito dalle seguenti unità:

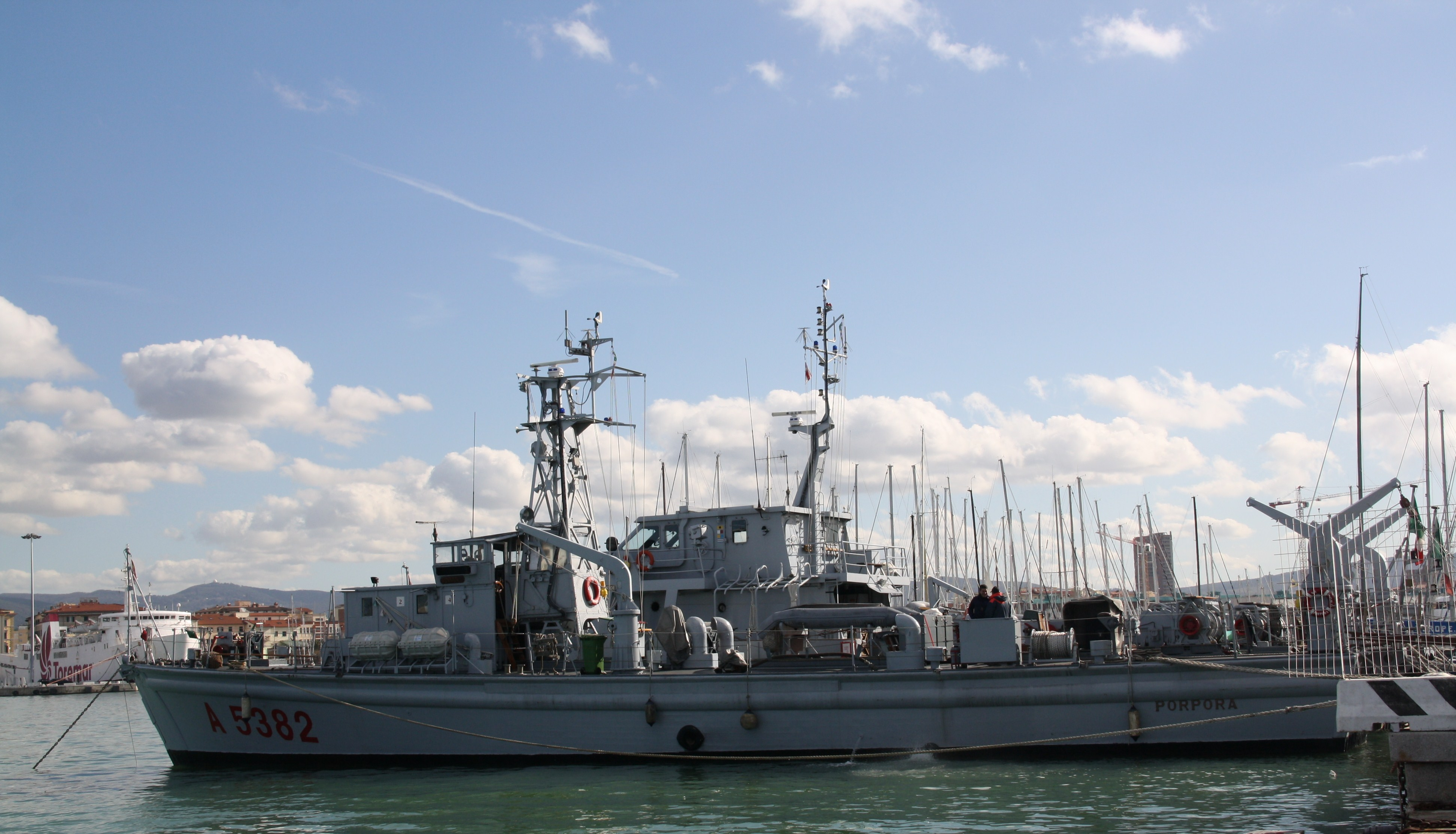
Nave Porpora

Dal 26 ottobre 2015 le unità navali, sotto riportate, hanno cambiato la propria dipendenza operativa, come di seguito specificato: CINCNAV/COMFLOTAUS/COMGRUPAUS UNO. In pari data è stato soppresso COMGRUPNAVADD 74.
- Astice (A 5379)
- Murena (A 5305)
- Porpora (A 5382)

Precedentemente all'ultima riorganizzazione del COMGRUNAVADD74 facevano anche parte Nave Vespucci, che adesso è alle dirette dipendenze del Comando in capo della Squadra navale e Nave Italia che fa adesso parte della Sezione velica della Marina Militare.

##### COMGRUPVELA

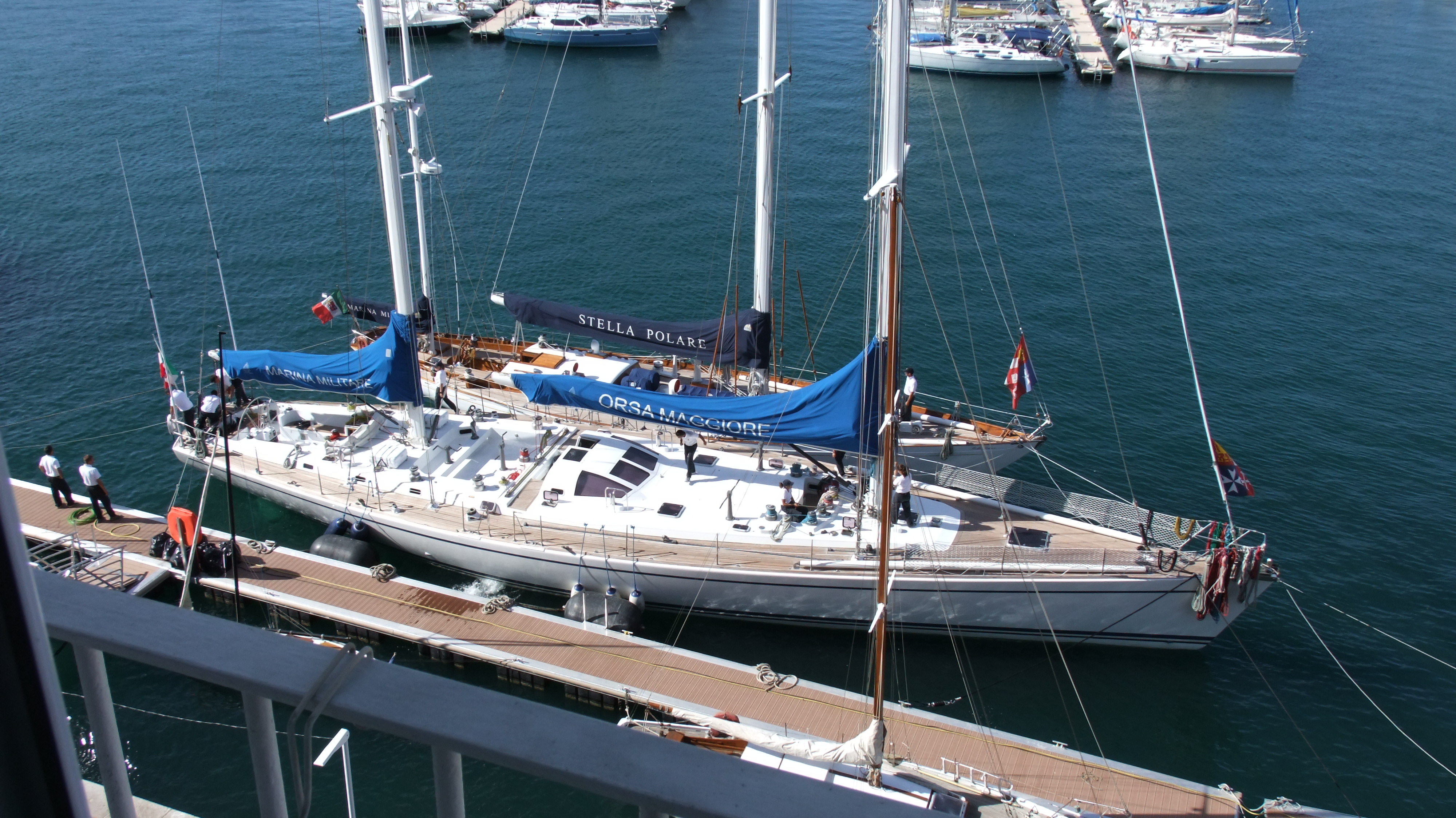
Navi scuola Orsa Maggiore e Stella Polare

Le unità del COMGRUPVELA sono dislocate su tre sedi: La Spezia, Livorno e La Maddalena
La Spezia
- Orsa Maggiore
- Corsaro II

Livorno
- Capricia
- Stella Polare

La Maddalena
- Caroly

#### COMGRUPNAVCOST DIECI
Il X Gruppo navale Costiero è costituito dalle unità della classe Esploratore ed opera nelle acque del Mar Rosso di base a Sharm el-Sheikh, nell'ambito della Multinational Force and Observers istituita nel 1982 e che ha visto la Marina Militare impegnata, da tale data per la missione di sorveglianza per verificare il rispetto degli accordi di Camp David e del Trattato di pace israelo-egiziano del 1979 che prevedono la libera circolazione nelle acque del golfo di Aqaba e degli stretti di Tiran considerate vie marittime internazionali. In precedenza tale compito era disimpegnato dalle unità della classe Bambù, vecchi dragamine della classe Legni che erano stati trasformati in pattugliatori.
Le quattro unità della classe Esploratore si alternano nella MFO con tre unità impiegate nel X Gruppo navale Costiero nel Sinai mentre una delle quattro unità rientra a turno in Italia posta alle dipendenze del COMFORAUS.

#### MARICODRAG
MARICODRAG (ex COMFORDRAG) Comando delle Forze di Contromisure Mine, il cui motto è "Insidias aufero" ha come sede e base operativa La Spezia. Il suo compito è l'addestramento, la pianificazione e la condotta delle operazioni di lotta alle mine mediante la bonifica delle rotte di accesso ai porti nazionali e dei fondali marini da ordigni pericolosi. Il MARICODRAG si occupa anche, insieme ad altri enti preposti, della ricerca e della salvaguardia dei beni archeologici sommersi. MARICODRAG è articolato nel COMSQUADRAG54 retto da un capitano di fregata. Dopo la riconfigurazione del COMFORDRAG alle dipendenze de MARICODRAG è entrato a far parte COMSQUAIDRO, il Comando Squadriglia Unità Idrografiche ed Esperienze costituito dalle unità idrografiche e dalla nave ricerche Leonardo, in precedenza inquadrate nel COMGRUPAUS3 e le navi esperienze in precedenza inquadrate nel COMGRUPAUS1.

##### COMSQUADRAG54
Del COMSQUADRAG54 fanno parte tutti cacciamine in servizio. Le unità facenti parte del COMSQUADRAG54 sono:

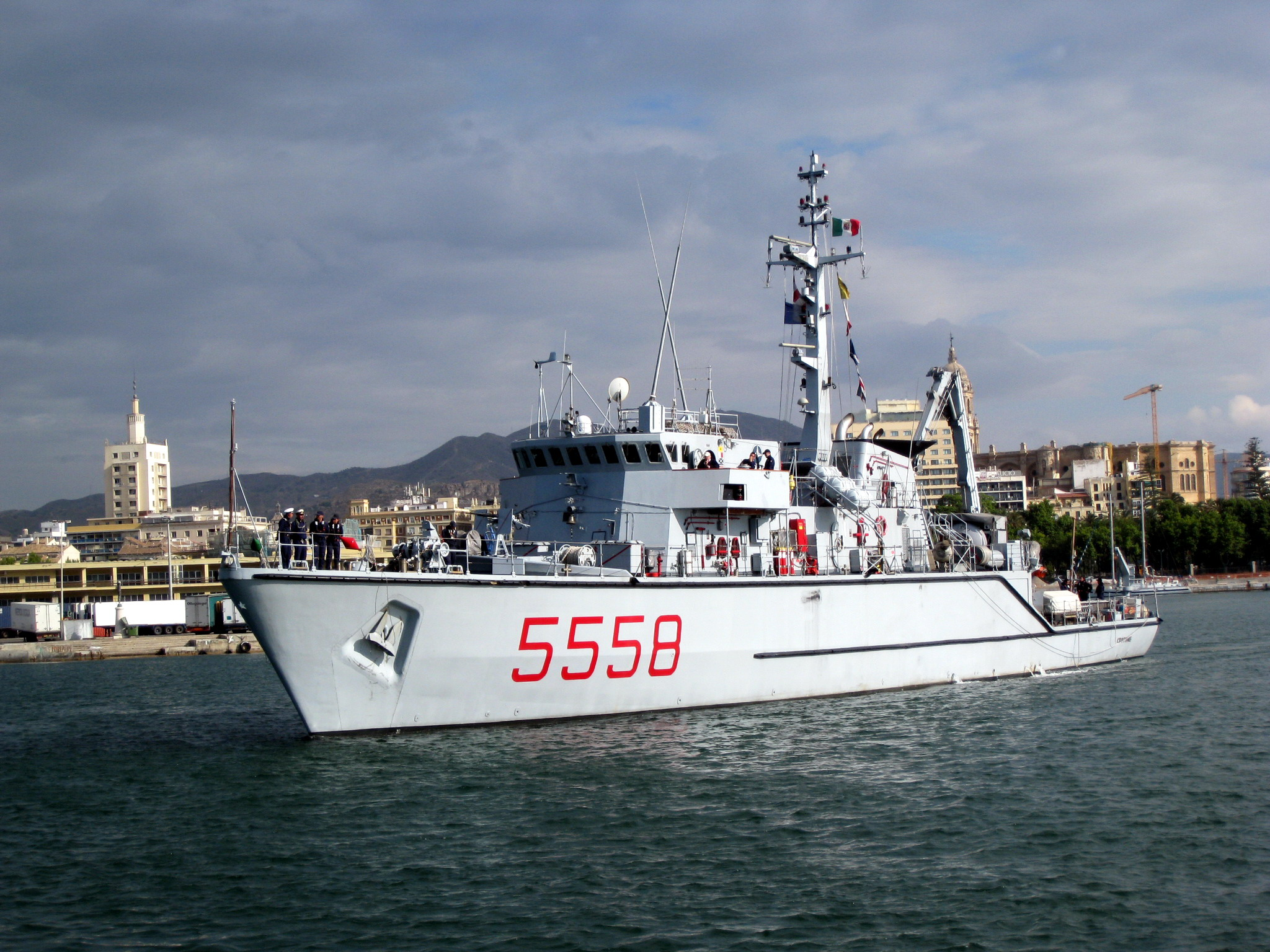
Cacciamine Crotone

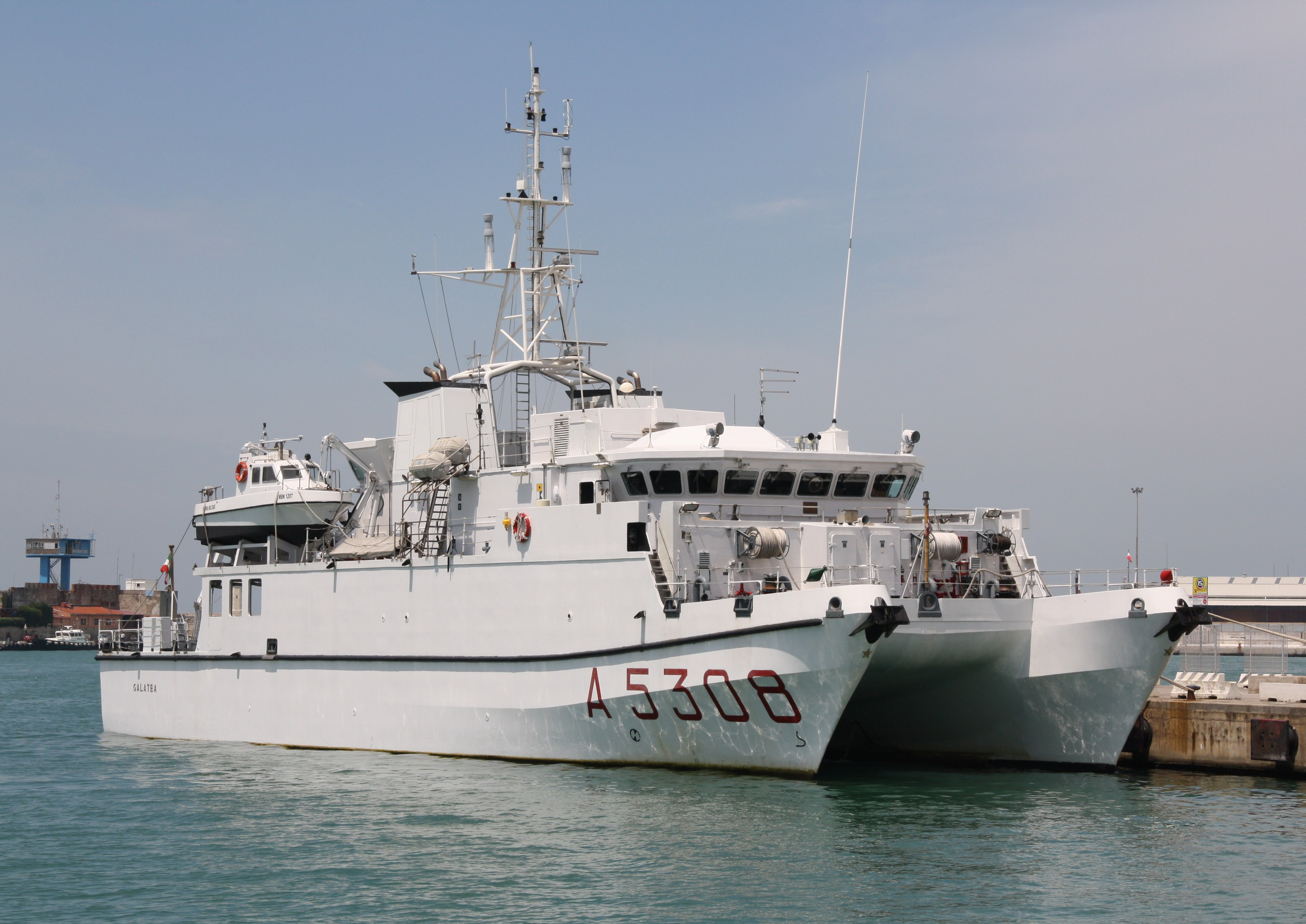
Nave Galatea.

- Milazzo (M 5552)
- Vieste (M 5553)
- Gaeta (M 5554)
- Termoli (M 5555)
- Alghero (M 5556)
- Numana (M 5557)
- Crotone (M 5558)
- Viareggio (M 5559)
- Chioggia (M 5560)
- Rimini (M 5561)

##### COMSQUAIDRO
Nel COMSQUAIDRO sono inquadrate le navi idrografiche Magnaghi, Aretusa e Galatea, le navi ricerca "Alliance" e "Leonardo", quest'ultima in precedenza alla riconfigurazione del COMFORAUS/COMFORDRAG inquadrate nel COMFORAUS3, e le navi esperienze Raffaele Rossetti e Vincenzo Martellotta che in precedenza alla riconfigurazione del COMFORAUS/COMFORDRAG erano inquadrate nel COMFORAUS1 e prima della riorganizzazione facevano capo al Centro di supporto e sperimentazione navale della Spezia.

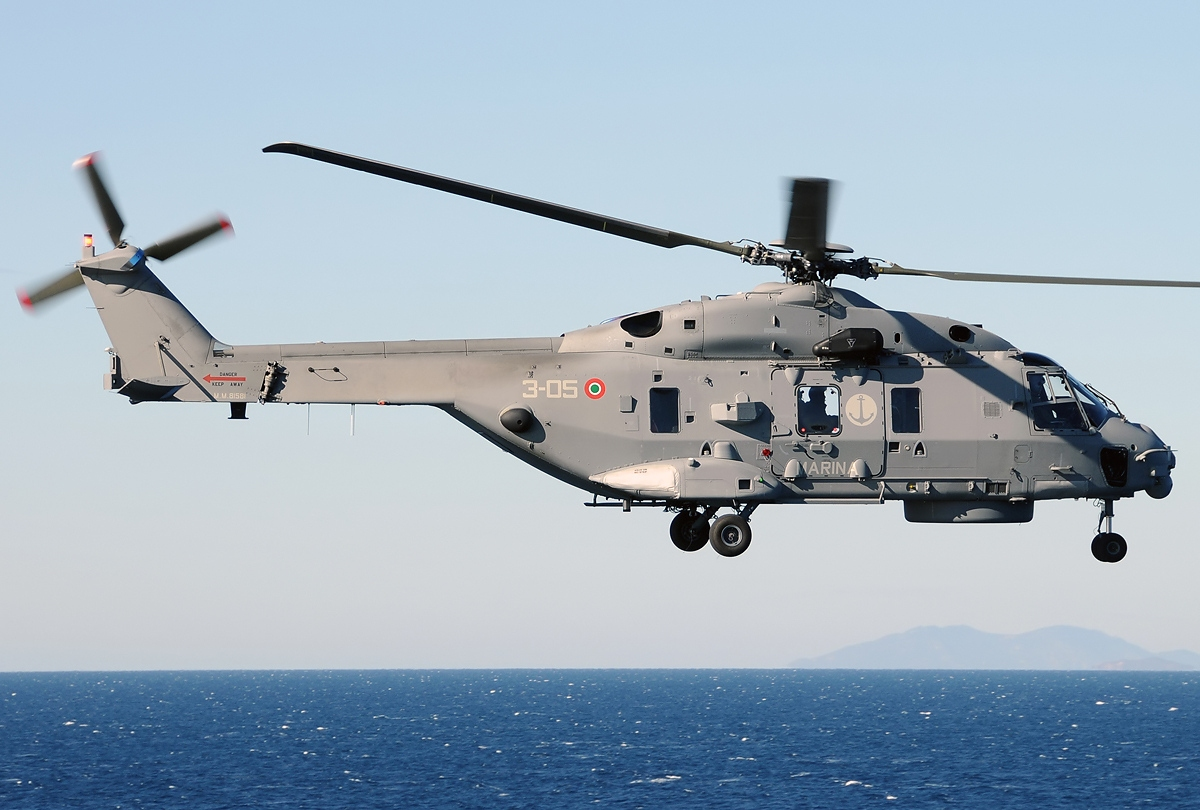
Elicottero NH-90NFH STEP A del 5º Gruppo elicotteri di Luni (SP)

## COMFORAER
Il COMFORAER, Il Comando delle forze aeree, che ha sede nel comprensorio di Santa Rosa, ha alle dipendenze organiche tutti i velivoli della Marina Militare, sia ad ala fissa sia ad ala rotante, dislocati nelle basi a terra, ed è responsabile del loro addestramento, approntamento ed impiego.
La componente elicotteristica, costituita da elicotteri EH 101, SH-90 e AB-212, si articola in 5 gruppi elicotteri dislocati nelle basi di Sarzana-Luni, Grottaglie e Catania, mentre la componente aerea dislocata a Grottaglie è costituita da quattordici AV-8BII plus e due AV-8B Trainers. Dal COMFORAER dipende anche la sezione aerea di Pratica di Mare con tre velivoli PD-180. Il 15 giugno 2011 è stato consegnato alla Marina Militare il primo NH-90 NFH (matricola ditta HITN-04, numero fiancata 3-04) destinato al 5º Gruppo elicotteri di base alla stazione elicotteri M.M. "MARISTAELI" di Luni.

## MARITELE
MARITELE, il centro principale delle comunicazioni, che ha sede nel comprensorio di Santa Rosa, è responsabile della gestione dei sistemi di Comando e Controllo (C2) integrandola in un'unica rete nazionale, con capacità di interconnessione con le maggiori reti e sistemi di supporto al comando NATO ed internazionali. MARITELE amministra una rete composta da due sottoreti dedicate rispettivamente alla trattazione di informazioni non-classificate e classificate.

## MARICENTADD
Il "Centro addestramento aeronavale della Marina Militare" è stato costituito il 1º luglio 1972, quando vennero soppressi i vari centri di addestramento specifico costituiti dopo la seconda guerra mondiale e venne creato un unico centro di addestramento i cui compiti sono principalmente i seguenti:
1.     addestramento individuale avanzato specialistico di tutti gli ufficiali, i sottufficiali, i graduati e la truppa delle componenti navali e aeree della Marina Militare;
2.     addestramento collettivo a favore degli equipaggi delle unità navali e degli aeromobili. 
L’addestramento è finalizzato al conseguimento sia delle capacità del personale di bordo di assolvere singolarmente e collettivamente i compiti tecnico-operativi assegnati, sia delle capacità delle unità navali di effettuare operazioni aeronavali come unità isolata e/o in coordinamento e concorso con altri mezzi. 
Tutte queste attività consentono a  MARICENTADD di svolgere all’interno della Marina Militare la funzione non solo di centro addestramento nell’accezione tradizionale del termine, ma anche quella di centro di controllo di qualità del “prodotto operativo” della Marina Militare. 
Il Centro Addestramento Aeronavale,il cui organico è di circa 600 militari, è retto da un contrammiraglio ed è ubicato a circa 10 km a sud della città di Taranto nei pressi del Faro di Capo San Vito.
Nello stesso comprensorio si trovano le strutture del Centro di Programmazione della Marina (MARICENPROG), responsabile dello sviluppo e della gestione dei software dei Sistemi di Comando e Controllo e dell'integrazione dei sistemi data link.

## Cronotassi dei comandanti
- Romeo Oliva (1947 - 14 dicembre 1950)
- Massimo Girosi (14 dicembre 1950 - 25 gennaio 1952)
- Giuseppe Manfredi (25 gennaio 1952 - 1953)
- Franco Zannoni (1953 - 1955)
- Vittorio De Pace (1955 - 1956)
- Giuseppe Marini (1956 - 1958)
- Francesco Mimbelli (settembre 1959 - aprile 1961)
- Ernesto Giurati (aprile 1961 - 1 maggio 1962)
- Ernesto De Pellegrini dai Coi (1962 - 1963)
- Alessandro Michelagnoli (1963 - 9 ottobre 1965)
- Luciano Sotgiu (1965 - 1967)
- Giuseppe Roselli Lorenzini (1967 - 1969)
- Gino Birindelli (1969 - 1970)
- Eugenio Henke (1970-1972)
- Gino De Giorgi (1972-1973)
- Luciano Bucalossi (3 maggio 1973 - 18 settembre 1974)
- Aldo Baldini (18 settembre 1974 - ottobre 1976)
- Girolamo Fantoni (ottobre 1976 - gennaio 1979)
- Angelo Monassi (gennaio 1979 - 1980)
- Vittorio Marulli (settembre 1981 - gennaio 1984)
- Giasone Piccioni (gennaio 1984 - ottobre 1984)
- Mario Porta (ottobre 1984 - dicembre 1985)
- Sergio Majoli (dicembre 1985 - gennaio 1987)
- Filippo Ruggiero (gennaio 1987 - settembre 1988)
- Luciano Monego (settembre 1988 - gennaio 1991)
- Guido Venturoni (gennaio 1991-febbraio 1992)
- Angelo Mariani (febbraio 1992 - 20 gennaio 1994)
- Antonio Staglianò (20 gennaio 1994-14 maggio 1996)
- Umberto Guarnieri (14 maggio 1996 - febbraio 1998)
- Paolo Giardini (febbraio 1998- ottobre 1999)
- Marcello De Donno (21 ottobre 1999 - 8 febbraio 2001)
- Quinto Gramellini (2001-2004)
- Bruno Branciforte (22 ottobre 2004 - 11 dicembre 2006)
- Giuseppe Lertora (12 dicembre 2006 - 28 aprile 2009)
- Luigi Binelli Mantelli (29 aprile 2009 - 22 febbraio 2012)
- Giuseppe De Giorgi (23 febbraio 2012 - 24 gennaio 2013)
- Filippo Maria Foffi (25 gennaio 2013 - 16 settembre 2016)
- Donato Marzano (17 settembre 2016 - 2019)
- Paolo Treu (13 ottobre 2019 - 15 luglio 2021)
- Enrico Credendino (16 luglio 2021 - 04 novembre 2021)
- Paolo Pezzutti (5 novembre 2021 - 16 dicembre 2021)
- Aurelio De Carolis (17 dicembre 2021 - in carica